# ポートリンカーン空港
ポートリンカーン空港 (ポートリンカーンくうこう、英語: Port Lincoln Airport, (IATA: PLO, ICAO: YPLC) ) は、オーストラリア連邦南オーストラリア州にある都市、ポートリンカーンにある空港。ポートリンカーンの13km北に位置し、ノース・シールズ・タウンシップに近い。空港は、ロウアーエア半島地区評議会によって所有・運営される。空港は、2009/10年に南オーストラリア州で2番目に忙しい空港であり、168,147人が利用した。

## 設備
空港は、海抜11mに存在する。滑走路は、アスファルト舗装が1本 (01/19・1,499m×30m) と砂利の補助滑走路が2本 (05/23・1,499m×30m、15/33・1,450m×30 m) 設定されている。2013年8月6日に、1,320万ドルの費用をかけた新しい空港ターミナルが開業した。

## 就航航空会社と就航都市

### 国内線
| 航空会社                                        | 就航地                       |
| ----------------------------------------------- | ---------------------------- |
| カンタスリンク (イースタン・オーストラリア航空) | アデレード空港（アデレード） |
| リージョナル・エクスプレス航空                  | アデレード空港（アデレード） |

## 統計
ポートリンカーン空港は、2010-2011会計年度の利用者数がオーストラリアで35番目に多かった。
| 年      | 利用者数        | 離着陸数      |
| ------- | --------------- | ------------- |
| 2001-02 | 88,293(-10.9%)  | 5,952(+1.7)   |
| 2002-03 | 93,894(+6.3%)   | 5,943(-0.2%)  |
| 2003-04 | 110,649(+17.8%) | 6,664(+12.1%) |
| 2004-05 | 130,429(+17.9%) | 6,669(+0.1%)  |
| 2005-06 | 138,547(+6.2%)  | 6,175(-7.4%)  |
| 2006-07 | 138,844(+0.2%)  | 5,220(-15.5%) |
| 2007-08 | 149,544(+7.7%)  | 5,815(+11.4%) |
| 2008-09 | 148,435(-0.7%)  | 5,999(+3.2%)  |
| 2009-10 | 168,147(+13.3%) | 6,803(+13.4%) |
| 2010-11 | 199,546(+18.7%) | 7,316(+7.5%)  |